# Tallsjöbergstjärnarna
Tallsjöbergstjärnarna utgörs av 4 närliggande tjärnar i Åsele kommun i Lappland som ingår i Gideälvens huvudavrinningsområde. 2 av tjärnarna är större - cirka 380 meter långa, och två är mindre - cirka 50 meter långa. Tallsjöbergstjärnarna ligger mellan 441 och 443 meter över havet och två av dem ligger helt eller delvis i naturreservatet Tallsjöbergen.
Tillflöde sker från en bäck som avvattnar myren Flötmossarna i reservatet. Tjärnarnas utflöde är en namnlös bäck som mynnar i Norr-Tallsjön. Vattnet fortsätter därefter till havet via Tallsjöbäcken, Gideån, Gigån och Gideälven.

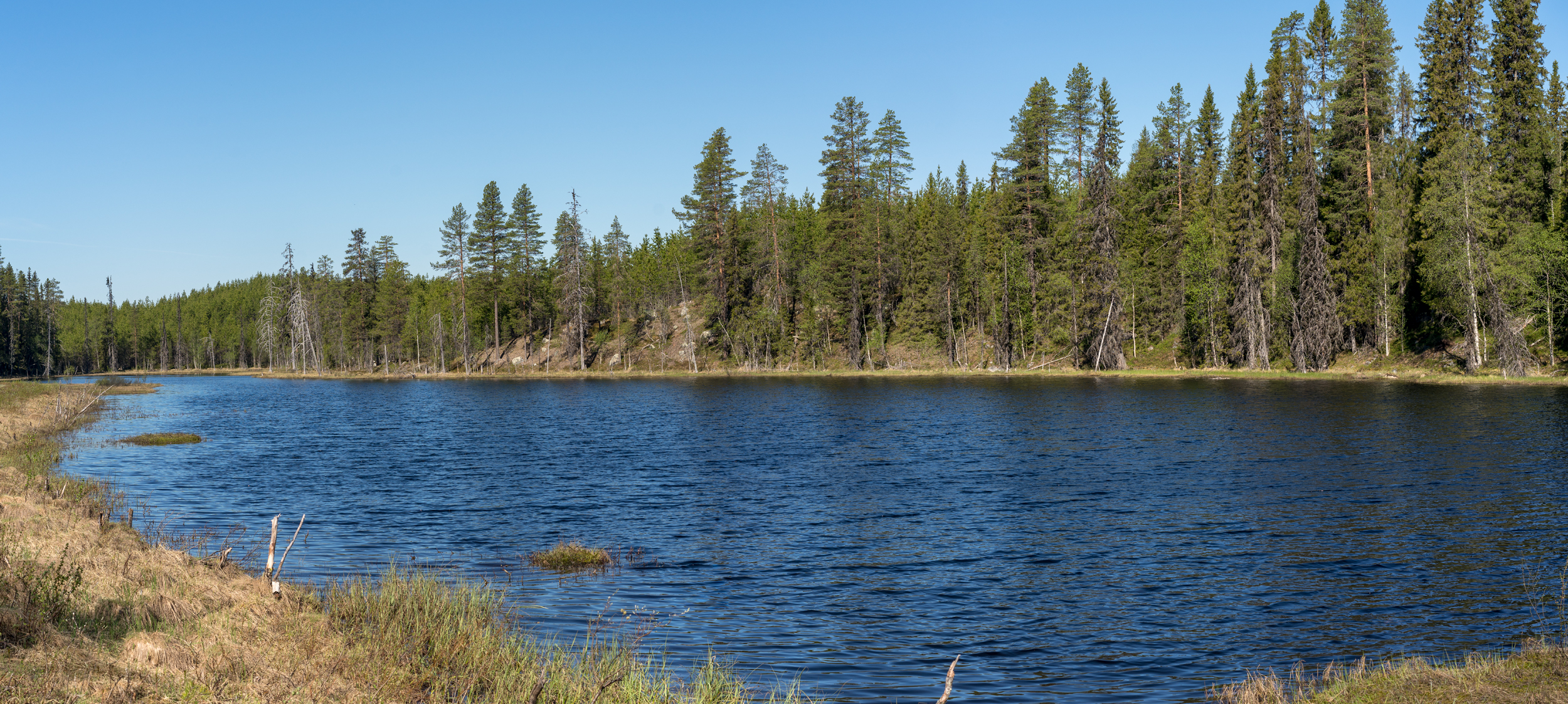
Den norra av de två större Tallsjöbergstjärnarna.
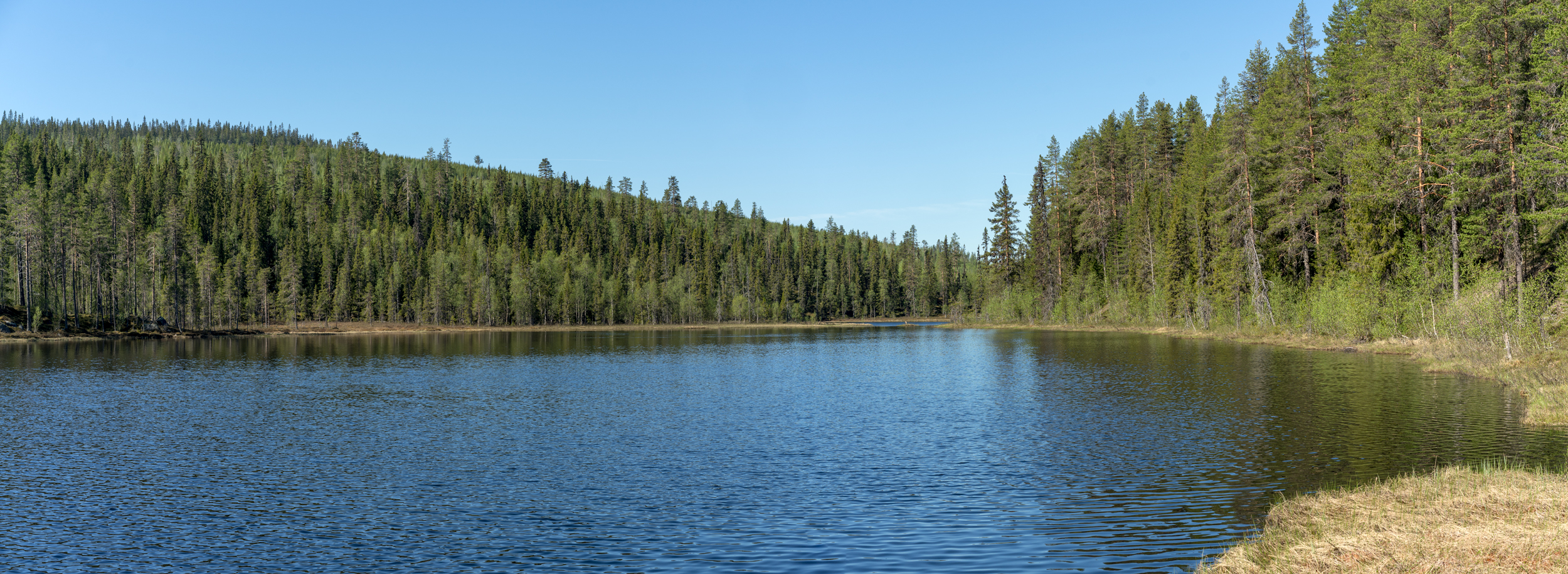
Den södra av de två större Tallsjöbergstjärnarna.